# Saint-Urcize
Saint-Urcize település Franciaországban, Cantal megyében. Lakosainak száma 449 fő (2022. január 1.). Saint-Urcize Condom-d’Aubrac, Curières, Laguiole, Saint-Chély-d’Aubrac, Jabrun, Saint-Rémy-de-Chaudes-Aigues, La Trinitat, Grandvals, Nasbinals, Recoules-d’Aubrac és Argences-en-Aubrac községekkel határos.

## Népesség
A település népessége az elmúlt években az alábbi módon változott:
| Lakosok száma | 654  | 510  | 543  | 504  | 511  | 476  | 417  | 402  | 398  | 449  |
|               | 1968 | 1982 | 1990 | 2006 | 2013 | 2015 | 2017 | 2019 | 2020 | 2022 |